# جزیره فرناندا
جزیره فرناندا (به اسپانیایی: Isla Fernandina) یک کوه در اکوادور است که در Galápagos Islands, Ecuador واقع شده‌است. جزیره فرناندا ۱٬۴۷۶ متر بالاتر از سطح دریا واقع شده‌است.